# Wieża Bismarcka w Działdowie
Wieża Bismarcka w Działdowie – wieża Bismarcka znajdująca się w lesie niedaleko Malinowa w okolicach Działdowa. Obecnie w ruinie.

## Historia
Wieża powstała w 1915 roku według projektu Philippa Kähma, w miejscu mogiły żołnierzy niemieckich. Wieża miała zostać przekształcona na obelisk w hołdzie żołnierzom poległym w czasie I wojny światowej. W latach międzywojennych władze polskie zmieniły jej nazwę na Wieżę Wolności.
W listopadzie 2020 roku wieża została poddana inwentaryzacji i digitalizacji poprzez wykonanie modelu 3D obiektu.